# Leo McCarey
Leo McCarey, född 3 oktober 1898 i Los Angeles, Kalifornien, död 5 juli 1969 i Santa Monica, Kalifornien, var en amerikansk regissör och manusförfattare. 
McCarey påbörjade karriären som regiassistent till Tod Browning på 1920-talet. Han regisserade några av Helan och Halvans tidiga kortfilmer mellan åren 1927-1929.
Han erhöll sin första Oscarsnominering och vann sin första Oscar 1937 med screwballkomedin Min fru har en fästman som fick pris för bästa regi och nominerades för enastående produktion. Mellan 1937 och 1959 blev sju av McCareys filmer Oscarsnominerade, bland annat tre för bästa regi (Min fru har en fästman, 1937, Vandra min väg, 1944 och Klockorna i S:t Mary 1945).
McCarey avled 1969 av emfysem.

## Filmografi (i urval)
- 1928 – Helan och Halvan på vift (regi)[10]
- 1929 – Leve friheten (regi)[10]
- 1929 – Pippi i kvadrat (regi)[10]
- 1930 – Festprissar (manus)[10]
- 1931 – Indiscreet (regi)
- 1933 – Fyra fula fiskar (regi)
- 1934 – Belle of the Nineties (regi)
- 1934 – Äventyr på bröllopsresan (regi)
- 1935 – Ruggles of Red Gap (regi)
- 1936 – Folkets jubel (regi)
- 1937 – Skymning (regi och produktion)
- 1937 – Min fru har en fästman (regi och produktion)
- 1938 – En cowboy och en lady (manus)
- 1939 – Det handlar om kärlek... (regi och produktion)
- 1940 – Min favorithustru (manus och produktion)
- 1942 – Baronessan går under jorden (manus, regi och produktion; ej krediterad)
- 1944 – Vandra min väg (regi och produktion)
- 1945 – Klockorna i S:t Mary (manus, regi och produktion)
- 1948 – Good Sam (manus, regi och produktion)
- 1952 – My Son John (regi)
- 1957 – Allt om kärlek (manus, regi och produktion)
- 1958 – Raket i paradiset (regi och produktion)
- 1962 – Satan Never Sleeps (regi och produktion)